# Ardisia fuertesii
Ardisia fuertesii är en viveväxtart som beskrevs av Ignatz Urban. Ardisia fuertesii ingår i släktet Ardisia och familjen viveväxter. Inga underarter finns listade i Catalogue of Life.